# John Wesley Shipp
John Wesley Shipp (Norfolk, 22 de janeiro de 1955) é um ator norte-americano  conhecido por seus vários papéis na televisão. Ele interpretou o papel principal Barry Allen na série de super-heróis da CBS The Flash de 1990 a 1991, e Mitch Leery, o pai do personagem-título, na série dramática Dawson's Creek de 1998 a 2001. Shipp também desempenhou vários papéis em novelas diurnas, incluindo Kelly Nelson em Guiding Light de 1980 a 1984, e Douglas Cummings em As the World Turns de 1985 a 1986 (que lhe rendeu seu primeiro prêmio Daytime Emmy). Ele interpretou o pai de Barry Allen, Henry, o Flash da Terra-3 Jay Garrick e Barry Allen/The Flash da Terra-90 na série The Flash da CW.

## Início da vida
Shipp nasceu em Norfolk, Virgínia. Seu pai era um fazendeiro que voltou a estudar quando Shipp era jovem e, depois de frequentar o seminário em Wake Forest, Carolina do Norte, tornou-se pastor de uma pequena igreja nos arredores de Wake Forest. Mais tarde, Shipp fez um discurso de abertura para a turma de formandos da Wake Forest Rolesville High School Class de 1999 para recontar a história das tentativas de seu pai de integrar a comunidade no final dos anos 1960.
Shipp estudou na Butler High School em Louisville, Kentucky e depois na Universidade de Indiana.

## Carreira
Shipp começou sua carreira com um papel regular na novela diurna Guiding Light, interpretando a Dra. Kelly Nelson de 1980 a 1984. Shipp seguiu com mais papéis durante o dia, interpretando Douglas Cummings em As the World Turns de 1985 a 1986 (que lhe rendeu seu primeiro prêmio Daytime Emmy em 1986).
Shipp ganhou o papel-título de Barry Allen/The Flash na série da CBS The Flash, que foi ao ar na temporada 1990-91. Ele seguiu com o papel recorrente de Lucky na série da NBC Sisters de 1994 a 1995. Shipp também apareceu no palco na década de 1990, estrelando The Killing of Michael Malloy, de Erik Jendresen, em 1993. Em 1998, ele foi escalado como Mitch Leery, o pai do personagem principal Dawson, na série dramática da Warner Bros. Dawson's Creek; Shipp permaneceu como parte do elenco principal da série durante suas primeiras quatro temporadas, saindo em 2001.
Em novembro de 2010, Shipp voltou ao dia no papel de curto prazo do vilão Eddie Ford em One Life to Live, que foi morto em um mistério de assassinato em meados de dezembro. No verão de 2011, ele estrelou a série Drop Dead Diva da Lifetime, interpretando o ex-marido da personagem interpretada pela comediante Kathy Griffin. Shipp filmou três episódios da série da MTV Teen Wolf como o pai abusivo do personagem de Daniel Sharman, que foi ao ar durante o verão de 2012. Também em 2012, estrelou o filme independente Hell and Mr. Fudge, com Mackenzie Astin e Eileen Davidson.
Shipp voltou a se envolver com The Flash na década de 2010. Ele foi escalado para um papel "misterioso" na série The Flash da CW no início de 2014, que mais tarde foi revelado ser o papel recorrente de Henry Allen, o pai do personagem titular. No final da segunda temporada de The Flash, Shipp interpretou Jay Garrick, uma contraparte do universo alternativo de The Flash.
Em 2015, Shipp também começou a emprestar sua voz para o papel único do xerife Burns no podcast dramático "Powder Burns". Foi exibido de 2015 a 2018 e foi escrito e produzido por David A. Gregory, e foi reconhecido pelo Voice Arts Awards e pelo Audio Verse Awards.
Shipp voltou ao palco em 2016 como jurado nº 8 na produção de Twelve Angry Men da Judson Theatre Company. Ele também desempenhou o mesmo papel em uma leitura da peça em 2017 no Brookfield Theatre for the Arts.

## Filmografia

### Filmes
| Ano  | Título                                     | Papel                           |
| ---- | ------------------------------------------ | ------------------------------- |
| 1980 | The Dirtiest Show in Town                  |                                 |
| 1984 | Summer Fantasy                             | Callahan                        |
| 1990 | The NeverEnding Story II: The Next Chapter | Barney Bux                      |
| 1991 | Baby of the Bride                          | Dennis                          |
| 1994 | Soft Deceit                                | John Hobart                     |
| 1994 | Golden Gate                                | Kenny Scanlon                   |
| 1994 | Green Dolphin Beat                         | Terry Lattner                   |
| 1996 | Deadly Web                                 | Dr. Stanton                     |
| 1997 | Lost Treasure of Dos Santos                | Jack                            |
| 1999 | Road Rage                                  | Jim Carson                      |
| 2002 | Second to Die                              | Jim Bratchett                   |
| 2007 | Christie's Revenge                         | Tio Ray Colton                  |
| 2008 | Karma Police                               | Barrington Freeman              |
| 2009 | Port City                                  | George                          |
| 2010 | Separation Anxiety                         | Sr. Palmer                      |
| 2012 | Hell and Mr. Fudge                         | Bennie Lee Fudge                |
| 2013 | Golden Shoes                               | O Presidente dos Estados Unidos |
| 2013 | Sensory Perception                         | Lt. Thawne                      |
| 2014 | The Sector                                 | Stillwell                       |

### Curta-metragem
| Ano  | Título      | Papel     |
| ---- | ----------- | --------- |
| 2005 | Starcrossed | Pai       |
| 2009 | Grotesque   | Pai Fahey |

### Televisão
| Ano           | Título                         | Papel                                                         |
| ------------- | ------------------------------ | ------------------------------------------------------------- |
| 1990-1991     | The Flash                      | Flash/Barry Allen                                             |
| 1998-2001     | Dawson's Creek                 | Mitch Leery                                                   |
| 2010          | Batman: The Brave and the Bold | Professor Zoom (dublagem)                                     |
| 2011          | Drop Dead Diva                 | Doug - Participação (T3:E8)                                   |
| 2012          | Teen Wolf                      | Sr. Lahey                                                     |
| 2014-presente | The Flash                      | Henry Allen, Jay Garrick/Flash e Flash/Barry Allen (Terra-90) |